# Acalypha neomexicana
Acalypha neomexicana é uma espécie de flor do gênero Acalypha, pertencente à família Euphorbiaceae.